# Mailing (Ebersberg)
Mailing ist ein Ortsteil der Gemeinde Ebersberg im oberbayerischen Landkreis Ebersberg. Der Weiler liegt circa zwei Kilometer nordöstlich von Ebersberg.

## Baudenkmäler
Siehe: Liste der Baudenkmäler in Mailing